# Sagrada Família amb sant Joaquim i santa Anna
Sagrada Família amb sant Joaquim i santa Anna és una pintura barroca de la dècada del 1760 atribuïda a taller o cercle d'Antoni Viladomat (tot i que erròniament s'ha cregut que era obra de Francesc Tramullas).

## Descripció
La pintura representa la Sagrada Família al complet: Jesús amb els seus pares i avis. El centre l'ocupa Maria, amb el rostre il·luminat, que sosté el nen, vestit de blau. Aquest allarga la mà cap a Santa Anna, disposada de perfil i amb un rostre arrugat que delata el pas dels anys. Ella somriu prenent la mà de Jesús i porta un vel groc sobre un vestit verd. A l'altra banda s'estan els dos homes, Sant Joaquim en primer terme, mig estirat en un mantell vermell, contemplant l'escena, i Josep al darrere, més a la penombra. Tots dos porten una vara o bastó i una aurèola simple, com la mare de la Verge, mentre que aquesta i Jesús tenen el camp envoltat d'un nimbe brillant. Al cel es veuen un àngels de cos infantil entre els núvols, representats amb tons càlids.

## Història
La pintura va ser donada pel Prior de Santa Anna l'any 1776. El 1936, durant la Guerra Civil Espanyola, Josep Mitjà Estanyol va traslladar-la a un lloc segur, deslliurant-la, així, de cremar en les mateixes brases del retaules major. El 2001 va ser restaurada i actualment es conserva a l'ermita de Sant Sebastià de la Guarda.